# Elaphoidella carterae
Elaphoidella carterae är en kräftdjursart som beskrevs av J. W. Reid in Reid och Ishida 1993. Elaphoidella carterae ingår i släktet Elaphoidella och familjen Canthocamptidae. Inga underarter finns listade i Catalogue of Life.